# (7191) 1993 MA1
A (7191) 1993 MA1 a Naprendszer kisbolygóövében található aszteroida. Holt, H. E. fedezte fel 1993. június 18-án.